# Almacelles
Almacelles (Spanisch: Almacellas) ist eine katalanische Stadt in der Provinz Lleida im Nordosten Spaniens. Sie ist Teil der Comarca Segrià.

## Geographische Lage
Almacellas liegt in der Mitte eines wichtigen Straßenverkehrsnetzes und 6 km vom Flughafen Lleida-Alguaire entfernt. Durch die Nähe zur Autobahn A-2 (von Barcelona nach Saragossa), der Autobahn A-22 (von Lleida nach Huesca und Pamplona) ist es ein wichtiges Kommunikationszentrum.

## Wirtschaft
Die regionale Wirtschaft wird von der Landwirtschaft dominiert.

## Einwohnerentwicklung
| 1900 | 1930 | 1950 | 1970 | 1981 | 1986 | 1998 | 2007 | 2019 |
| ---- | ---- | ---- | ---- | ---- | ---- | ---- | ---- | ---- |
| 1411 | 3128 | 3741 | 4992 | 5321 | 5431 | 5520 | 6131 | 6791 |